# Quatuor Danois
Le Quatuor Danois est le nom porté successivement par deux ensembles danois de musique de chambre composés de deux violons, alto et violoncelle.

## Historique

### 1erQuatuor Danois
Fondé en 1949, il est dissous en 1983.
Membres
- Arne Svendsen (1949-1983) premier violon
- Reidar Knudsen (1949-1954), Hans Nielsen (1954-1959), Palle Heichelmann (1959-1977), Wladimir Marschwinski (1977-1983) deuxième violon
- Knud frederiksen alto
- Jørgen Jensen (1949-1959), Gert von Büllow (1977-1979), Niels Ullner (1979-1983) violoncelle.

### 2eQuatuor Danois
Il est fondé en 1985 avec des solistes des orchestres de la radio danoise et de l'opéra royal danois.
Membres
- Tim Frederiksen premier violon
- Arne Balk Møller deuxième violon
- Claus Myrup alto
- Nils Sylvest Jeppesen (1985-1988), Hentik Brendstrup (1988-)

## Source
- Alain Pâris, Dictionnaire des interprètes, Bouquins/Laffont 1989, p.1057